# Jewhen Kornijczuk
Jewhen Wołodymyrowycz Kornijczuk, ukr. Євген Володимирович Корнійчук (ur. 18 października 1966 w Winnicy) – ukraiński polityk, z wykształcenia prawnik, wiceminister sprawiedliwości.

## Życiorys
Absolwent Uniwersytetu Kijowskiego. Karierę zawodową rozpoczął w ministerstwie sprawiedliwości. W latach 90. pełnił m.in. funkcję konsula w Nowym Jorku. Po powrocie na Ukrainę wykonywał zawód adwokata. W wyborach parlamentarnych w 2006 zyskał mandat deputowanego Rady Najwyższej, kandydując ze 113. miejsca na liście Bloku Julii Tymoszenko jako przedstawiciel koalicyjnej Ukraińskiej Partii Socjaldemokratycznej, którą kierował wówczas jego teść Wasyl Onopenko.
Gdy Wasyl Onopenko kilka miesięcy później objął stanowisko prezesa Sądu Najwyższego, Jewhen Kornijczuk przejął kierowanie partią. W przedterminowych wyborach w 2007 po raz drugi został posłem, startując z 10. miejsca na liście kandydatów BJuT. Złożył mandat kilka miesięcy później, obejmując stanowisko wiceministra sprawiedliwości. Został odwołany po powołaniu nowego rządu z Mykołą Azarowem na czele. W grudniu 2010 został zatrzymany pod zarzutem naruszenia prawa w przetargach na usługi prawnicze i tymczasowo aresztowany. Tymczasowe aresztowanie uchylono po niespełna dwóch miesiącach. Postępowanie karne wobec Jewhena Kornijczuka przez część komentatorów i środowisk politycznych uznano za przejaw represji politycznych poprzedniej władzy, a także próbę wywierania nacisków na jego teścia Wasyla Onopenkę, ówczesnego prezesa Sądu Najwyższego i byłego współpracownika Julii Tymoszenko.